# 30 Pułk Armat Polowych (austro-węgierski)
Pułk Armat Polowych Nr 30 (FKR. Nr. 30) – pułk artylerii polowej cesarskiej i królewskiej Armii.

## Historia pułku
W 1914 pułk stacjonował w Twierdzy Przemyśl, na terenie 10 Korpusu. Wchodził w skład 2 Dywizji Piechoty w Jarosławiu, a pod względem wyszkolenia był podporządkowany komendantowi 10 Brygady Artylerii Polowej.
W sierpniu 1914, w czasie mobilizacji, pułk został włączony w skład 24 Brygady Artylerii Polowej należącej do 24 Dywizji Piechoty.
W 1916 roku oddział został przemianowany na Pułk Armat Polowych Nr 24 (numer pułku był tożsamy z numerem dywizji w skład której wchodził). Równocześnie dotychczasowy Pułk Armat Polowych Nr 24, który wchodził w skład 9 Dywizji Piechoty został przemianowany na Pułk Armat Polowych Nr 9. Z kolei numer „30” otrzymał dotychczasowy Pułk Armat Polowych Nr 31.
W 1918 roku oddział został po raz kolejny przemianowany na Pułk Artylerii Polowej Nr 24 .

## Żołnierze
Komendanci pułku
- płk Adolf Eschelmüller (1914[1])
- ppłk / płk Eugeniusz Grandowski (VIII 1914 – IV 1916)
- płk Władysław Jung (1916-1917)

Oficerowie
- por. Leopold Cehak
- por. Marian Gaweł
- ppor. rez. Jan Ciałowicz
- ppor. rez. Józef Ziemiański
- chor. rez. Wacław Jaxa-Aksentowicz